# Episodi di Schitt's Creek (quinta stagione)
La quinta stagione della serie televisiva Schitt's Creek, composta da 14 episodi, viene trasmessa in Canada su CBC Television dall'8 gennaio al 9 aprile 2019.
In Italia, la stagione è stata pubblicata su Mediaset Infinity il 28 ottobre 2021.
| n° | Titolo originale    | Titolo italiano             | Prima TV Canada  | Prima TV Italia |
| -- | ------------------- | --------------------------- | ---------------- | --------------- |
| 1  | The Crowening       | La corvazione               | 8 gennaio 2019   | 28 ottobre 2021 |
| 2  | Love Letters        | Lettere d'amore             | 15 gennaio 2019  | 28 ottobre 2021 |
| 3  | The Plant           | La spia                     | 22 gennaio 2019  | 28 ottobre 2021 |
| 4  | The Dress           | L'abito                     | 29 gennaio 2019  | 28 ottobre 2021 |
| 5  | Housewarming        | Il pigiama party            | 5 febbraio 2019  | 28 ottobre 2021 |
| 6  | Rock On!            | Scatenati!                  | 12 febbraio 2019 | 28 ottobre 2021 |
| 7  | A Whisper of Desire | Un sussurro di desiderio    | 19 febbraio 2019 | 28 ottobre 2021 |
| 8  | The Hospies         | Il miglior servizio clienti | 26 febbraio 2019 | 28 ottobre 2021 |
| 9  | The M.V.P.          | La partita                  | 5 marzo 2019     | 28 ottobre 2021 |
| 10 | Roadkill            | Imprevisti                  | 12 marzo 2019    | 28 ottobre 2021 |
| 11 | Meet the Parents    | Ti presento i miei          | 19 marzo 2019    | 28 ottobre 2021 |
| 12 | The Roast           | La gogna                    | 26 marzo 2019    | 28 ottobre 2021 |
| 13 | The Hike            | L'escursione                | 2 aprile 2019    | 28 ottobre 2021 |
| 14 | Life Is A Cabaret   | La vita è un cabaret        | 9 aprile 2019    | 28 ottobre 2021 |